# Hymenophyllum hieronymi
Hymenophyllum hieronymi är en hinnbräkenväxtart som först beskrevs av Guido Georg Wilhelm Brause, och fick sitt nu gällande namn av Carl Frederik Albert Christensen. Hymenophyllum hieronymi ingår i släktet Hymenophyllum och familjen Hymenophyllaceae. Inga underarter finns listade.